# لودفيج ليندستروم
لودفيج أندرياس ليندستروم (مواليد 22 سبتمبر 1975 في هوسكفارنا) (بالسويدية: Ludvig Andreas Lindström) هو ناشط سويدي في مجال حقوق الحيوان، ومؤسس ورئيس منظمة السعادة العالمية، أول منظمة نفعية غير ربحية في العالم.
كان ليندستروم متطوعًا في منظمة حقوق الإنسان الأمريكية بيتا، ومنظمة حقوق الحيوان السويدية.